# Медикус, Фридрих Казимир
Фридрих Казимир Медикус (нем. Friedrich Kasimir Medikus или нем. Friedrich Casimir Medicus; 6 января 1736, Грумбах — 15 июля 1808, Мангейм, Великое герцогство Баден) — немецкий ботаник и врач, директор ботанического сада в Мангейме.

## Биография
Фридрих Казимир Медикус родился 6 января 1736 года в немецкой коммуне Грумбах (Глан), расположенной на земле Рейнланд-Пфальц.
Учился он в Тюбингене, Страсбурге и Хайдельберге. Работал врачом в Мангейме. В 1761 году Фридрих Казимир Медикус был назначен членом Баварской академии наук в Мюнхене. В 1762 году он стал членом Императорской академии натуралистов в Вене, а в 1763 году — членом Императорской академии наук в Мангейме. В 1766 году Медикус участвовал в создании ботанического сада. Он стал директором ботанического сада в Мангейме. В 1769 году Фридрих Казимир Медикус стал почётным членом физико-экономического общества в Кайзерслаутерне, а годом позже его директором. Он внёс значительный вклад в ботанику, описав множество видов семенных растений.
Медикус активно участвовал в спорах вокруг половой системы классификации растений, предложенной Карлом Линнеем. По мнению австрийского историка науки Йозефа Шультеса, Медикус был наиболее основательным и, одновременно, наиболее грубым врагом Линнея. Работая над созданием собственной системы классификации растений, в которой одновременно были признаки и искусственной (как у Линнея), и естественной систем, Медикус, по мнению Шультеса, каждую возможность улучшить Линнея использовал для его порицания.
Фридрих Казимир Медикус специализировался на семенных растениях. Он опубликовал множество произведений по ботанике, садоводству, лесному хозяйству и медицине.
Фридрих Казимир Медикус умер 15 июля 1808 года.

## Научные работы

### Научные работы по ботанической тематике
- Botanische Beobachtungen (Мангейм, 1780—1784)[8].
- Beiträge zur schönen Gartenkunst (Мангейм, 1782)[9].
- Über einige künstliche Geschlechter aus der Malven-Familie, denn der Klasse der Monadelphien (Мангейм, 1787)[10].
- Historia et Commentationes Academiae Electoralis Scientiarum et Elegantiorum Literarum Theodoro-Palatinae (1790).
- Pflanzen-Gattungen nach dem Inbegriffe sämtlicher Fruktifications-Theile gebildet mit kritischen Bemerkungen (Мангейм, 1792)[11].
- Über nordamerikanische Bäume und Sträucher, als Gegenstände der deutschen Forstwirthschaft und der schönen Gartenkunst (Мангейм, 1792).
- Critische Bemerkungen über Gegenständen aus dem Pflanzenreiche (Мангейм, 1793)[12].
- Geschichte der Botanik unserer Zeiten (Мангейм, 1793)[13].
- Unächter Acacien-Baum, zur Ermunterung des allgemeinen Anbaues dieser in ihrer Art einzigen Holzart (Лейпциг, 1794—1798)[14].
- Über die wahren Grundsätze der Futterbaues (Лейпциг, 1796).
- Beyträge zur Pflanzen-Anatomie, Pflanzen-Physiologie und einer neuen Charakteristik der Bäume und Sträucher (Лейпциг, 1799—1800).
- Entstehung der Schwämme, vegetabilische Crystallisation (Leyde, 1803).
- Fortpflanzung der Pflanzen durch Examen (Leyde, 1803)[15].
- Beiträge zur Kultur exotischer Gewächse (Лейпциг, 1806).

### Научные работы по медицине
- Geschichte periodischer Krankheiten (Карлсруэ, 1764).
- Briefe an den Hern I.G. Zimmermann, über einige Erfahrungen aus der Arzneywissenschaft (Мангейм, 1766).
- Sur les rechûtes et sur la contagion de la petite vérole, deux lettres de M. Medicus, à M. Petit (Мангейм, 1767).
- Sammlung von Beobachtungen aus der Arzneywissenschaft. (Цюрих, 1764—1766, тираж 1776).